# Hellmut Wilhelm
Hellmut Wilhelm (* 10. Dezember 1905 in Tsingtau, Schutzgebiet Kiautschou, Deutsches Reich; † 5. Juli 1990 in Seattle, Bundesstaat Washington, USA) war ein deutscher Sinologe.

## Leben
Hellmut Wilhelm wurde als Sohn des Missionars und wegen seiner Übersetzungen chinesischer Texte berühmten und geschätzten Sinologen Richard Wilhelm (1873–1930) in Tsingtau geboren. Sein Großvater war der württembergische evangelische Theologe Christoph Friedrich Blumhardt, der Landtagsabgeordneter der SPD war.

### Kindheit und Jugend
Wilhelm kam schon früh in engen Kontakt mit dem chinesischen Alltag und der Sprache. Als er 9 Jahre alt war, besetzten die Japaner Tsingtao. Wilhelm wurde zu Freunden nach Shanghai geschickt. Nach dem Ende des Ersten Weltkrieges kehrte die Familie Wilhelm nach Deutschland zurück. Der Vater erhielt einen Lehrstuhl für Sinologie an der Universität Frankfurt. Der Sohn Hellmut besuchte Gymnasien in Stuttgart und Frankfurt am Main. In Frankfurt assistierte er seinem Vater im China-Institut.
Zuerst studierte er Recht und Politik in Kiel und Grenoble. Danach kehrte er nach Frankfurt zurück, wo er 1928 das erste juristische Staatsexamen ablegte. Er arbeitete eine Zeitlang an Frankfurter Gerichten, während er gleichzeitig seinem Vater bei der Herausgabe einer neuen Zeitschrift für Sinologen, mit dem Titel „Sinica“, unterstützte.
Die juristische Tätigkeit befriedigte ihn nicht. Als sein Vater 1930 starb, entschloss er sich, Sinologie zu studieren. Im gleichen Jahr legte er die Prüfung als Übersetzer für Chinesisch ab. 1932 promovierte er in Berlin bei Otto Franke mit einer Arbeit über den chinesischen Philosophen Gu Wenwu als Ethiker.

### Die Pekinger Zeit
Kurz vor der Machtergreifung der Nazis, verließ Wilhelm Deutschland und wurde zuerst Korrespondent der Frankfurter Allgemeine Zeitung in Peking. Er gründete 1933 in Peking das „Deutschland-Institut“ und leitete es kurze Zeit. Als die nationalsozialistische Regierung auch für das Ausland untersagte, akademische Positionen an deutschen Einrichtungen mit Juden zu besetzen, trat er zurück. Wilhelms Frau war Jüdin. Er befürchtete die Schließung des Instituts, falls er die Leitung behielte.
Wilhelm gab stattdessen mit Unterstützung der Katholischen Peking-Universität die von ihm neu gegründete Zeitschrift „Monumenta Serica“ heraus. Der erste Artikel, der 1936 dort von ihm erschien, hatte ein annähernd legales Thema: „Der Prozess der A Yün“. Hier ging es Wilhelm am Beispiel eines Strafrechtsfalles aus der Sungdynastie um den aktuellen Zusammenhang zwischen Politik und Rechtsnormen im faschistischen Deutschland. 1935 begann Wilhelm zusammen mit chinesischen Wissenschaftlern an einem „Chinesisch-Deutschen-Wörterbuch“ zu arbeiten, das 1945 erschien.
Nachdem er nach 1935 einige Jahre lang Vorträge an der Pekinger Universität gehalten hatte, ernannte man ihm dort zum „Professor für Deutsch“. Zwischen 1932 und 1940 publizierte er 11 Titel, die sich mit juristischen Studien, mit der Geistes- und Gesellschaftsgeschichte Chinas und mit kürzeren Übersetzungen moderner chinesischer Literatur befassten.
Er sorgte in all seinen Tätigkeiten für gegenseitigen kulturellen Kontakt zwischen China und Europa. So hielt er in den frühen 1940ern für die deutsche Gemeinde in Peking eine Reihe von Vorlesungen über chinesisches Denken und Geschichte. Den ersten Teil dieser Vorlesungen hielt er im Winter 1941/42. Er publizierte sie 1942 unter dem Titel Chinas Geschichte, zehn einführende Vorträge. Er gab darin einen breit gefächerten Überblick über die Geschichte Chinas, von der prähistorischen Zeit bis zum Fall der Jin-Dynastie.
Den zweiten Teil der Vorlesungen hielt er im Winter 1943. Sie bildeten die Grundlage des Buches Gesellschaft und Staat in China. In diesem beschrieb er umfassend die Entwicklung der chinesischen Gesellschaft und des politischen Denkens. Wilhelm hielt außerdem eine Vorlesungsreihe über das I Ging. Die deutsche Version erschien 1944 unter dem Titel: Die Wandlung: Acht Vorträge zum I-Ging. Sie wurden ins Englische übersetzt und erschienen unter dem Titel Change: Eight Lectures on the I Ching. Dies ist bis heute die meistgelesene Einführung in das Buch der Wandlungen in westlicher Sprache. Im Hinblick auf die Interpretationsmöglichkeiten des Textes und der Darstellung der fundierten Kenntnisse Wilhelms übertrifft es die Arbeit seines Vaters, meint der amerikanische Sinologe E. Bruce Brooks.

### Die Zeit in Washington
Wilhelms Ehe geriet nach Ende des Zweiten Weltkrieges in eine Krise und wurde geschieden. Maria ging 1947 in die USA, wohin ihre Eltern inzwischen emigriert waren, Hellmut folgte 1948 und wurde Professor an der University of Washington in Seattle, wo er bis zu seiner Emeritierung 1971 lehrte. 1951 heiratete er die Musikerin und Bildhauerin Erica Samuel, und gründete eine zweite Familie, in der 2 Söhne geboren wurden.
Wilhelm lehrte in Washington von 1948 an fast alle Bereiche chinesischer Forschung, einschließlich Literatur und Philosophie, Politik und Religion, alte und moderne Geschichte. Er war ein führendes Mitglied in der großen Gruppe fernöstlicher und russischer Spezialisten, die sich im Interesse der fernöstlichen Forschung unter Leitung des amerikanischen Sinologen George Taylor in Seattle gebildet hatte. Für den damals anstehenden Ausbau der sinologischen Abteilung in Seattle war Wilhelm ein wichtiger Mitarbeiter. Wie Taylor und andere wollte er die sozialwissenschaftlichen Fachbereiche für die chinesisch-asiatische Forschung gewinnen. Er förderte die Idee der interdisziplinären Forschung, indem er sie engagiert praktizierte.
Außerdem spielte Wilhelm für die Ausbildung bereits graduierter Studenten eine bedeutende Rolle. Sie kamen aus allen Teilen der USA und anderen Ländern, um bei ihm ihre Studien zu vervollständigen. Viele dieser Studenten unterrichten und forschen inzwischen als Professoren an den Universitäten auf der ganzen Welt.
Zwischen 1951 und 1967 hielt er eine Reihe von Vorträgen auf den jährlichen Konferenzen der Eranos-Gesellschaft in Ascona, Schweiz, die sich seit 1933 dem interkulturellen Gedankenaustausch zwischen Ost und West widmet. In diesen Vorträgen, die 1977 unter dem Titel Himmel, Erde und Mensch im Buch der Wandlungen veröffentlicht wurden, zeigte Wilhelm, welche Fragen und Antworten, sich aus dem I Ging für das menschliche Leben ergeben. Nämlich, die nach der Stellung des Menschen im Kosmos, seinem Handeln und seiner Beziehung zur Natur. Themen, die Menschen im Osten wie auch im Westen bewegen.

## Wissenschaftler

### Forscher und Lehrer
Wilhelm war daran interessiert, seine Forschungen auch unter anderen interpretatorischen Aspekten zu betrachten, als nur unter seinen eigenen. Er wollte stets Neues dazulernen, anstatt nur das zu dozieren, was er sich erarbeitet hatte. So wie er Leibniz’ Sicht auf das I Ging akzeptierte, akzeptierte er auch die tiefenpsychologische Sichtweise von Jung auf das Buch der Wandlungen.
Und er akzeptierte auch andere Sichtweisen seiner Studenten. Für ihn ging es stets darum „in der Sache auf den Punkt“ zu kommen. Immer wenn ihm dies gelang, fühlten sich die Teilnehmer seiner Veranstaltungen dazu veranlasst, im Gespräch untereinander, in das er sich gern hineinziehen ließ, oder in der Bibliothek dem nachzugehen, was er behauptet hatte.
Es fiel ihm leicht, Studenten in seine Überlegungen miteinzubeziehen, sie von da aus in die Welt seiner Kenntnisse und schließlich in das reiche Panorama der chinesischen Sprache zu lotsen. “His most natural role, but not a consciously didactic one, was to help us find our way, by reminding us of the broader and deeper dimensions of human capacities, and being able to show us where we are.” (deutsch: „Es war vor allem seine eigene unbefangene Rolle als Lehrer, und nicht eine absichtsvolle Belehrung, die uns half unseren eigenen Weg zu finden. Um uns zu zeigen, wer wir sind, erinnerte er uns an die unbegrenzten und unauslotbaren Ausmaße menschlicher Fähigkeiten.“)

### Wissenschaftler im Exil
Wilhelm hatte sich in der Zeit seines Exils in China und in den Vereinigten Staaten beruflich und auch privat erfolgreich etabliert. Mehr als einmal – so die biographischen Quellen – bekam er nach dem Zweiten Weltkrieg Angebote aus deutschsprachigen Ländern. Doch er lehnte sie ab. Vermutlich, so meinte E. Bruce Brooks, hat ihn das verstaubte „Herr Professor Doktor“ in Europa abgehalten. Es gefiel ihm besser mit anderen auf Augenhöhe zu kommunizieren, fügte er noch hinzu.
Die Chinaforschung war im Nazi-Deutschland zwischen 1933 und 1945 fast zum Stillstand gekommen. Wilhelm gehörte zu jener ‚großen und wissenschaftlich bedeutenden Gruppe’ von ca. 30 Sinologen, die Deutschland aus politischen Gründen verlassen hatten. Er wies 1949 in einem Artikel über „German Sinology Today“ auf die negativen Folgen der Emigration für die deutsche Chinaforschung hin. Er nannte dabei – außer den Namen vieler Emigranten – vor allem den Personal- und Geldmangel als Hindernis, diese Situation zu ändern. Die Idee einer Tagung, um sie zu diskutieren und Lösungen zu finden, wurde wegen mangelnder finanzieller Mittel der eingeladenen Chinaforscher nicht umgesetzt.
Einer ersten 1999 erschienenen Studie von Martin Kern ist zu entnehmen, dass keiner der wissenschaftlich profilierten Emigranten auf einen der verwaisten deutschen Lehrstühle zurückkehrte. Von der Emigration habe die internationale, vor allem die amerikanische Chinaforschung profitiert.

## Werke
- Gu Wenwu, der Ethiker. Diss. Berlin, 1932.
- Der chinesisch-japanische Konflikt und die Rechtsgrundlage der japanischen Stellung in den drei Ostprovinzen Chinas (Mandschurei). In: Zeitschrift für ausländisches öffentliches Recht und Völkerrecht. 3, Teil 2, 1932: 2352 48.
- Aufgaben und Ziele des China-Instituts. Vortrag am 11. November 1932 vor der Vereinigung der Freunde des China-Instituts, Schanghai. China-Dienst 1 (1932): 30/31; Nachrichten des China-Instituts. Nr. 1, 1933, S. 3–6.
- Das Gehirn einer Weltstadt. Aus der chinesischen Verwaltung von Groß-Shanghai. China Dienst 2, 1933, S. 219–222.
- Der Prozess der A Yün. In: Monumenta Serica. 1, 1935/36, S. 338–351.
- Hiau Ging. Das Buch der Erfurcht. Übersetzt und erläutert von Richard Wilhelm. Neu herausgegeben von Hellmut Wilhelm. Peking 1940. (chinaseiten.de Volltext).
- Chinas Geschichte. Zehn einführende Vorträge. Peking 1942.
- Die Wandlung: Acht Vorträge zum I-Ging. Peking 1944.
- German Sinology Today. Far Eastern Quarterly 8, 1949, S. 319–322.
- The Problem of Within and without, a Confucian Attempt in Syncretism. In: Journal of the History of Ideas. Band 12, 1951, S. 48–60.
- Das schöpferische Prinzip im Buch der Wandlungen. Eranos-Jahrbuch 25 (1957): 455–475.
- I-Ching Oracles in the Tso-chuan and the Kuo-yü. Journal of the American Oriental Society, Band 79, Nr. 4, 1959, S. 275–280.
- Gesellschaft und Staat in China. Zur Geschichte eines Weltreiches. Hamburg (2)1960.
- Change:. Eight Lectures on the I-Ching. New York 1960.
- Essay: Zum Verständnis des Werkes, in: Wu Cheng’en: Der rebellische Affe. Die Reise nach dem Westen. Ein chinesischer Roman. Rowohlts Klassiker, Reinbek bei Hamburg 1961.
- (ed.) Kungfutse, Schulgespräche (Gia Yü). Düsseldorf 1961. Übersetzt von Richard Wilhelm.
- The Image of Youth and Age in Chinese Communist Literature. The China Quarterly, Band 13, 1963, S. 180–194.
- The Reappraisal of Neo-Confucianism. The China Quarterly, Band 23, 1965, S. 122–139.
- Sinn des I Ging. Düsseldorf u. a. 1972.
- The Book of Changes in the Western Tradition. A Selectiv Bibliography. University of Washington 1975.
- Tseng Kuo-fan and Liu Chʿuan-ying. Journal of the American Oriental Society, Band 96, Nr. 2, 1976, S. 268–272.
- Heaven, Earth, and Man in the Book of Changes: Seven Eranos Lectures. Seattle/London 1977.
- Trends of Thought in Early Nineteenth Century. In: Asia Major. Third Series, 3.2, 1990, S. 3–23.